# Showdown (Film)
Showdown (Alternativtitel: Countdown Las Vegas, Originaltitel: Top of the World) ist ein US-amerikanischer Actionthriller aus dem Jahr 1997. Regie führte Sidney J. Furie, das Drehbuch schrieb Bart Madison.

## Handlung
Der Polizist Ray Mercer veruntreut Geld aus einer Pensionskasse und wird zu einer Haftstrafe verurteilt. Er wird auf Bewährung entlassen und reist gemeinsam mit seiner Frau Rebecca nach Las Vegas, wo sie die Scheidung durchziehen will.
Obwohl ihm die Bewährungsauflagen Glücksspiele verbieten, geht Ray in ein Charles Atlas gehörendes Casino, wo er eine größere Summe gewinnt. Kurz daraufhin gerät er in einen Überfall. Die Polizei verdächtigt Ray und Rebecca als Komplizen der Tat. Der Film endet mit einer misslungenen Flucht der Drahtzieher mit einem Hubschrauber.

## Kritiken
Diane Selkirk schrieb im Apollo Movie Guide, das Kritisieren des Films sei schwierig – nicht weil er so komplex wäre, sondern weil er so schlecht sei. Sogar die Spezialeffekte seien schlecht; man wundere sich, warum der Film den Schneideraum verlassen habe. Carrere schwanke zwischen einer „starken Actionfrau“ und einem Opfer; die meisten Charaktere seien schablonenhaft.
Das Lexikon des internationalen Films schrieb: „Trotz der parallelen Erzählstruktur dreier Handlungsebenen ein ermüdender und langweiliger Film, dessen Verstöße gegen die innere Logik der Geschichte ebenso peinlich sind wie die mißlungenen Actionszenen. Zumindest ordnen sich die Dialoge in diese Niveauvorgaben ein.“

## Hintergründe
Der Film wurde in Las Vegas und in einigen anderen Orten in Nevada gedreht. Er wurde in den meisten Ländern – darunter in Großbritannien und in Deutschland – direkt auf Video veröffentlicht.